# Giulio Ascoli
Giulio Ascoli (Trieste, 20 gennaio 1843 – Milano, 12 luglio 1896) è stato un matematico italiano.

## Biografia
Si laureò nel 1868 alla Scuola Normale di Pisa. Nel 1872 iniziò a insegnare Algebra e Calcolo nel biennio preparatorio del Regio Istituto Tecnico Supetiore (futuro Politecnico di Milano). Insegnò pure nell'Istituto Tecnico "Cattaneo" dove una lapide del 1901, lo ricorda.
Tra i suoi principali contributi ricordiamo: la teoria delle funzioni di variabile reale e la nozione di successione di funzioni continue "in ugual grado" con il connesso teorema, la possibilità di estrarre da una successione di funzioni, ugualmente continue ed uniformemente limitate, una successione parziale uniformemente convergente.
Divenne socio corrispondente dell'Istituto Lombardo.